# Brody (województwo podlaskie)
Brody – wieś w Polsce położona w województwie podlaskim, w powiecie sokólskim, w gminie Korycin.
W latach 1975–1998 miejscowość administracyjnie należała do województwa białostockiego.
Wierni kościoła rzymskokatolickiego należą do parafii Niepokalanego Serca Najświętszej Maryi Panny w Marianowie.